# 来島長親
来島 長親（くるしま ながちか）は、安土桃山時代から江戸時代初期にかけての大名。豊後国森藩初代藩主。

## 生涯
慶長2年（1597年）、父の通総が慶長の役で戦死したため、家督を継いだ。慶長5年（1600年）の関ヶ原の戦いでは、西軍に属し所領を没収された。しかし妻の伯父である福島正則の取りなしにより本多正信を通じ、慶長6年（1601年）に江戸幕府より豊後国の内陸部、森（大分県玖珠郡玖珠町）に1万4,000石を与えられた。これには、知己の大坂商人よりの口添えもあったといわれている。また、名を康親（やすちか）と改めた（将軍・徳川家康からの一字拝領とみられる）。飛び地として大分湾に頭成港を領したものの、大半は海に属さない領地であり、水軍としての来島氏はこれで終焉した。慶長17年（1612年）に病没した。享年31。
来島氏は長親の長男・通春の時代の元和2年（1616年）に姓を久留島と改め、明治時代まで存続した。明治から昭和にかけての童話作家久留島武彦は末裔にあたる。

## 系譜
父母
- 来島通総（父）
- 平賀隆宗の娘（母）

正室
- 玄興院 ー 福島正則の養女、福島高晴の娘

子女
- 久留島通春（長男）生母は玄興院（正室）
- 津田某室
- 星合具牧室